# ارکیده پشه‌ای شمالی
ارکیده پشه‌ای شمالی (نام علمی: Acianthus borealis) نام یک گونه از تبار درازگوشان است.